# Liceo scientifico Gian Domenico Cassini
Il liceo "Gian Domenico Cassini" è un liceo scientifico statale di Genova e dedicato al matematico, biologo e astronomo Giovanni Cassini.
È uno dei più noti istituti scolastici secondari di Genova insieme al liceo ginnasio Andrea D'Oria.

## Storia
Fu fondato nel 1923 come: Regio liceo ginnasio "Gian Domenico Cassini", prima scuola nel suo genere a Genova e in Liguria, pur non essendo il primo liceo dedicato al celebre astronomo ligure (infatti il liceo statale Gian Domenico Cassini di Sanremo esisteva già dal 1860). Nel 1941 fu inaugurata una succursale a Chiavari, divenuta autonoma nel 1952, mentre la sezione di Savona divenne autonoma nel 1948. Nei primi anni sessanta fu costruito un nuovo edificio, ubicato all'interno del parco Serra.
Sempre negli anni sessanta, ad aver collaborato con l'istituto tramite alcuni laboratori è Mario Silvestri, ingegnere elettrotecnico e ricercatore italiano, fra i pionieri nel campo dell'energia nucleare italiana.

## Struttura
La struttura principale è sita in via Galata nel quartiere San Vincenzo e dispone di una succursale in via Peschiera, dove sono collocate le classi prime e alcune classi seconde.
Il progetto Cassini 2000 mantiene un osservatorio posto sul tetto della sede del liceo, dal quale possono essere osservati eventi astronomici..